# گرنت ماسارو ایماهارا
گرانت ماسارو ایماهارا (به انگلیسی: Grant Masaru Imahara) (۲۳ اکتبر ۱۹۷۰ – ۱۳ ژوئیه ۲۰۲۰) مهندس برق، روباتیک، مجری تلویزیون و بازیگر آمریکایی بود. او بیشتر به خاطر فعالیتش در مجموعه تلویزیونی افسانه زدایان شناخته شده‌است، او تعداد زیادی ربات در رایانه‌ها ساخت تا بتواند اسطوره‌ها را آزمایش کند.
ایماهارا کار خود را در لوکاسفیلم آغاز کرد، جایی که در بخش THX به عنوان مهندس کار می‌کرد؛ در قسمتی از جلوه‌های بصری. او در فیلم‌هایی مانند جنگ ستارگان، پارک ژوراسیک، ماتریکس و نابودگر کار کرد. اولین حضور او در تلویزیون در جنگ ربات‌ها بود (BattleBots). در سال ۲۰۰۵ او به تیم سازنده فیلم افسانه زدایان پیوست.
او در سال ۲۰۱۶ ستاره دار سری"نتفلیکس" "پروژه خرگوش سفید" همراه با ستاره‌های فیلم افسانه زدایان کری بایرن و توری بلچی.

## اوایل زندگی
ایماهارا در ۲۳ اکتبر ۱۹۷۰ در یک خانواده ژاپنی-آمریکایی در لس آنجلس به دنیا آمد. نام ژاپنی او 今原 真申است (ماسارو ایماهارا).
ایماهارا از دانشگاه کالیفرنیای جنوبی فارغ‌التحصیل شد با مدرک لیسانس علوم مهندسی برق(USC). برای مدتی هم فیلم نامه نویس بود اما او پس از کمک به"تاملینسون هولمن" تصمیم گرفت در مسیر مهندسی باقی بماند. ایماهارا همچنین یک بازیگر نقش بازی (به‌طور زنده) یا همان ("live action role-playing gamer") بود؛ همان‌طور که در "پروژه خرگوش سفید" دیده شد.